# Film belgi proposti per l'Oscar al miglior film straniero
A partire dal 1968, quando per la prima volta un film belga è stato sottoposto all'Academy of Motion Picture Arts and Sciences, otto film belgi sono stati candidati al Premio Oscar nella categoria per il miglior film straniero.
Per due volte l'opera belga selezionata portava la regia di Gérard Coribiau. Gli altri registi che sono riusciti a conquistare la candidatura sono Jacques Boigelot, Stijn Coninx, Dominique Deruddere, Michaël R. Roskam, Felix Van Groeningen e, ultimo in ordine di tempo, Lukas Dhont. Prima di quest'ultima candidatura, altri due dei film sottoposti dal Belgio avevano superato la prima selezione, non venendo però in seguito inclusi nella cinquina finalista.
| Anno | Film                                                              | Lingua             | Regia                                | Risultato     |
| ---- | ----------------------------------------------------------------- | ------------------ | ------------------------------------ | ------------- |
| 1968 | Il vergine (Le départ)                                            | Francese           | Jerzy Skolimowski                    | Non candidato |
| 1970 | Palaver                                                           | Olandese           | Emile Degelin                        | Non candidato |
| 1971 | Pace nei campi (Paix sur les champs)                              | Francese           | Jacques Boigelot                     | Candidato     |
| 1973 | Les tueurs fous                                                   | Francese           | Boris Szulzinger                     | Non candidato |
| 1975 | De loteling                                                       | Olandese           | Roland Verhavert                     | Non candidato |
| 1977 | Rue Haute                                                         | Francese           | André Ernotte                        | Non candidato |
| 1978 | Rubens, schilder en diplomaat                                     | Olandese           | Roland Verhavert                     | Non candidato |
| 1980 | Donna tra cane e lupo (Een vrouw tussen hond en wolf)             | Olandese           | André Delvaux                        | Non candidato |
| 1982 | Le Grand Paysage d'Alexis Droeven                                 | Francese           | Jean-Jacques Andrien                 | Non candidato |
| 1983 | Minuet                                                            | Olandese           | Lili Rademaker                       | Non candidato |
| 1986 | Polvere (Dust)                                                    | Inglese            | Marion Hänsel                        | Non candidato |
| 1987 | Springen                                                          | Olandese           | Jean-Pierre De Decker                | Non candidato |
| 1988 | Les Noces barbares                                                | Francese           | Marion Hänsel                        | Non candidato |
| 1989 | Il maestro di musica (Le maître de musique)                       | Francese           | Gérard Corbiau                       | Candidato     |
| 1990 | Het sacrament                                                     | Olandese           | Hugo Claus                           | Non candidato |
| 1992 | Toto le héros - Un eroe di fine millennio (Toto le héros)         | Francese           | Jaco van Dormael                     | Non candidato |
| 1993 | Padre Daens (Daens)                                               | Olandese, Francese | Stijn Coninx                         | Candidato     |
| 1994 | Just Friends                                                      | Olandese, Francese | Marc-Henri Wajnberg                  | Non candidato |
| 1995 | Farinelli - Voce regina (Farinelli)                               | Francese, Italiano | Gérard Corbiau                       | Candidato     |
| 1996 | Manneken Pis                                                      | Olandese           | Frank Van Passel                     | Non candidato |
| 1997 | L'ottavo giorno (Le huitième jour)                                | Francese           | Jaco Van Dormael                     | Non candidato |
| 1998 | La mia vita in rosa (Ma vie en Rose)                              | Francese           | Alain Berliner                       | Non candidato |
| 1999 | Rosie - Il diavolo nella mia testa (Rosie)                        | Olandese           | Patrice Toye                         | Non candidato |
| 2000 | Rosetta                                                           | Francese           | Jean-Pierre e Luc Dardenne           | Non candidato |
| 2001 | Assolutamente famosi (Iedereen beroemd!)                          | Olandese, Inglese  | Dominique Deruddere                  | Candidato     |
| 2002 | Pauline & Paulette                                                | Olandese           | Lieven Debrauwer                     | Non candidato |
| 2003 | Il figlio (Le fils)                                               | Francese           | Jean-Pierre e Luc Dardenne           | Non candidato |
| 2004 | Verder dan de maan                                                | Olandese           | Stijn Coninx                         | Non candidato |
| 2005 | De Zaak Alzheimer                                                 | Olandese           | Erik Van Looy                        | Non candidato |
| 2006 | L'Enfant - Una storia d'amore (L'enfant)                          | Francese           | Jean-Pierre e Luc Dardenne           | Non candidato |
| 2007 | Een ander zijn geluk                                              | Olandese           | Fien Troch                           | Non candidato |
| 2008 | Ben X                                                             | Olandese           | Nic Balthazar                        | Non candidato |
| 2009 | Eldorado Road (Eldorado)                                          | Francese           | Bouli Lanners                        | Non candidato |
| 2010 | De helaasheid der dingen                                          | Olandese           | Felix Van Groeningen                 | Non candidato |
| 2011 | Illégal                                                           | Francese           | Olivier Masset-Depasse               | Non candidato |
| 2012 | Bullhead (Rundskop)                                               | Olandese           | Michaël R. Roskam                    | Candidato     |
| 2013 | À perdre la raison                                                | Francese           | Joachim Lafosse                      | Non candidato |
| 2014 | Alabama Monroe - Una storia d'amore (The Broken Circle Breakdown) | Olandese           | Felix Van Groeningen                 | Candidato     |
| 2015 | Due giorni, una notte (Deux jours, une nuit)                      | Francese           | Jean-Pierre e Luc Dardenne           | Non candidato |
| 2016 | Dio esiste e vive a Bruxelles(Le tout nouveau testament)          | Francese           | Jaco Van Dormael                     | Short-list    |
| 2017 | Le Ardenne - Oltre i confini dell'amore (D'Ardennen)              | Olandese           | Robin Pront                          | Non candidato |
| 2018 | Le Fidèle - Una vita al massimo (Le Fidèle)                       | Francese           | Michaël R. Roskam                    | Non candidato |
| 2019 | Girl                                                              | Olandese, Francese | Lukas Dhont                          | Non candidato |
| 2020 | Nuestras madres                                                   | Spagnolo           | César Díaz                           | Non candidato |
| 2021 | Donne di mondo (Filles de joie)                                   | Francese           | Frédéric Fonteyne e Anne Paulicevich | Non candidato |
| 2022 | Un monde                                                          | Francese           | Laura Wandel                         | Short-list    |
| 2023 | Close                                                             | Francese           | Lukas Dhont                          | Candidato     |
| 2024 | Augure - Ritorno alle origini (Augure)                            | Francese           | Baloji                               | Non candidato |

| Non candidato | Il film è stato proposto dal Belgio, ma non è stato candidato dall'Academy of Motion Picture Arts and Sciences.  |
| Short-list    | Il film è entrato nella "short-list" stilata a gennaio dei nove candidati per l'Oscar al miglior film straniero. |
| Candidato     | Il film è entrato a far parte dei cinque candidati per l'Oscar al miglior film straniero.                        |
| Vincitore     | Il film ha vinto l'Oscar al miglior film straniero.                                                              |